# Kistefos Træsliberi

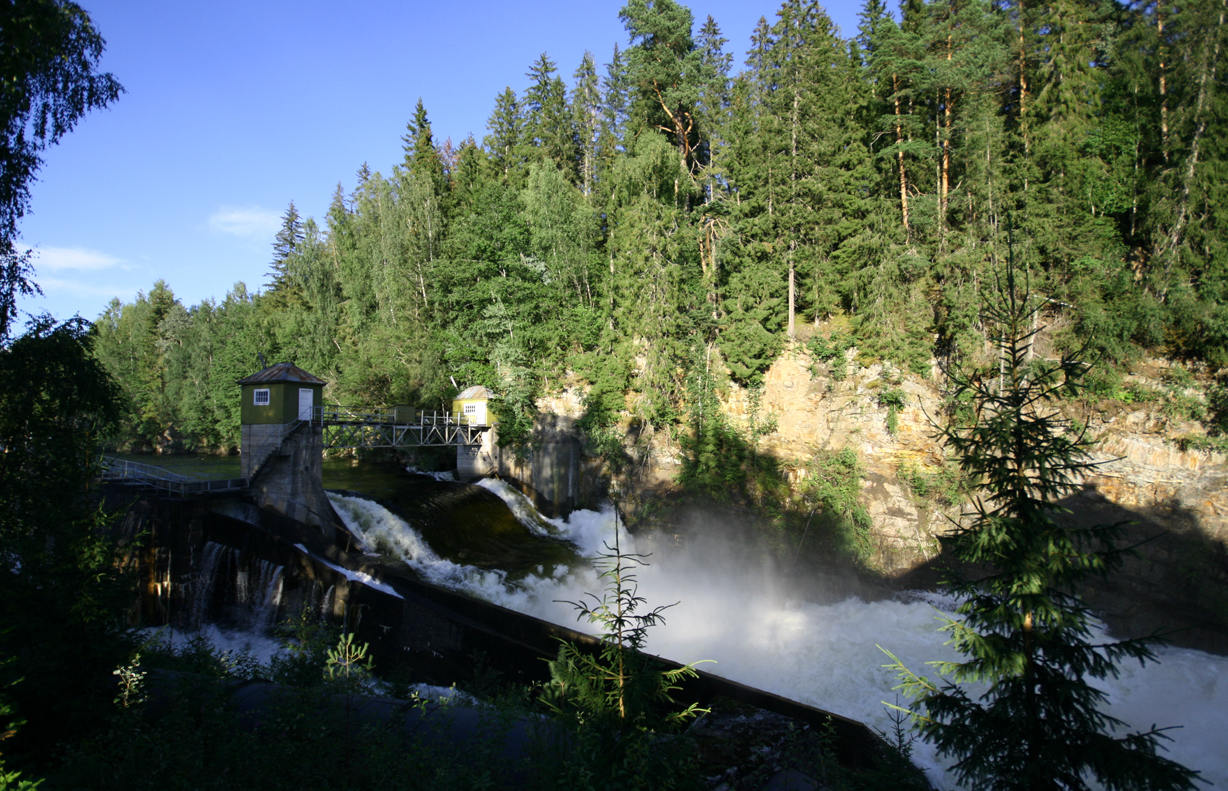
Kistefoss i Ranelva

Kistefos Træsliberi är ett tidigare massabruk i Jevnaker i Norge. 
Kistefos Træsliberi grundades 1889 av Anders Sveaas (1840–1917) vid vattenfallet Kistefoss i Randselva och drevs fram till ungefär 1956. Efter nedläggningen av träsliperiet byggdes ett vattenkraft, som 1991 såldes till det kommunala Viul Kraft. Kistefos Træsliperi såldes 1983 till Viul Tresliberi.
Christen Sveaas köpte aktiemajoriteten i företaget 1993 och inordnade det under sitt helägda investmentbolag Kistefos AS.
I den tidigare fabriken inrättade 1996 Kistefos Museum. 